# Ernst von Sommerfeld (General, 1850)

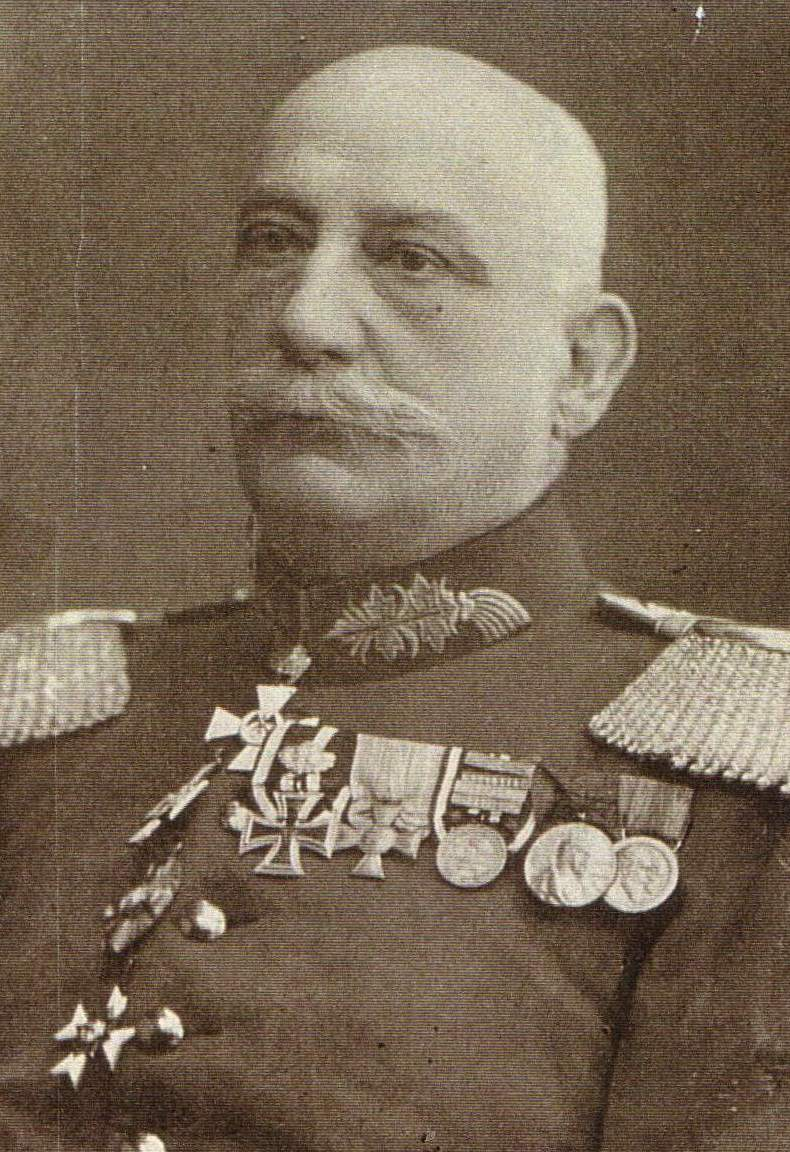
Ernst Otto Friedrich von Sommerfeld

Ernst Otto Friedrich von Sommerfeld (* 31. Juli 1850 in Koblenz; † 28. Februar 1917 in Eberswalde) war ein preußischer Generalmajor.

## Leben

### Herkunft
Seine Eltern waren der preußische Generalmajor Ernst von Sommerfeld (1795–1863) und dessen zweite Ehefrau Juliane, geborene von Geisler (1803–1883).

### Militärkarriere
Als Sommerfeld 13 Jahre alt war, verstarb sein Vater in Wernigerode und der Sohn wuchs bei seiner alleinstehenden Mutter auf. Er besuchte das Wernigeröder Gymnasium und legte dort das Abitur ab. Nach dem Schulabschluss trat er am 1. April 1870 als Avantageur in das Garde-Jäger-Bataillon der Preußischen Armee ein. Mit diesem Bataillon nahm er zu Beginn des Krieges gegen Frankreich an den verlustreichen Gefechten im August 1870 bei St. Privat teil. Die Eroberung dieser Stadt trug wesentlich zum Erfolg der Schlacht bei Gravelotte unter dem damaligen Generaloberst Moltke bei, in dessen Folge die französische Armee bei Metz eingekesselt und im September entscheidend in Sedan geschlagen wurde. Für seine Leitungen wurde Sommerfeld mit dem Eisernen Kreuz II. Klasse ausgezeichnet. Mit seiner Beförderung zum Sekondeleutnant wurde er am 15. November 1870 Garde-Schützen-Bataillon versetzt. 
Nach dem Friedensschluss war Sommerfeld von August 1871 bis Februar 1872 zum akademischen Kriegsschulkursus nach Berlin kommandiert. Am 2. Januar 1878 folgte seine Versetzung in das 4. Garde-Regiment zu Fuß sowie am 13. März 1879 die Beförderung zum Premierleutnant. Als solcher absolvierte Sommerfeld von Oktober 1880 bis Juli 1883 die Kriegsakademie und war ab 1. Mai 1884 auf zwei Jahre zur Dienstleistung beim Großen Generalstab kommandiert. Dort am 11. Februar 1886 zum Hauptmann befördert, wurde er am 20. Oktober 1886 unter Stellung à la suite seines Regiments zum Lehrer an der Kriegsschule Metz ernannt. Hier unterrichtete er die folgenden Jahre Taktik. Unter Belassung in diesem Kommando hatte man Sommerfeld zwischenzeitlich am 16. Mai 1891 in das 2. Nassauische Infanterie-Regiment Nr. 88 versetzt. Als Major trat er am 14. Mai 1894 in den Truppendienst zurück. Er wurde Bataillonskommandeur im 1. Nassauischen Infanterie-Regiment Nr. 87 in Kassel und in dieser Eigenschaft am 13. September 1899 Oberstleutnant. Daran schloss sich ab 1. Oktober 1899 eine Verwendung im Stab des Infanterie-Regiments „von Wittich“ (3. Hessisches) Nr. 83. Vom 22. April 1902 bis zum 14. September 1904 war Sommerfeld als Oberst Kommandeur dieses Regiments. Anschließend zum Kommandanten von Neu-Breisach ernannt, wurde ihm in dieser Stellung am 10. April 1906 der Charakter als Generalmajor verliehen. In Genehmigung seines Abschiedsgesuches stellte man Sommerfeld am 22. März 1910 mit der gesetzlichen Pension zur Disposition.
Er lebte nach seiner Verabschiedung bis zu seinem Tod 1917 mit seiner Ehefrau in Eberswalde.

### Deutsche Adelsgenossenschaft
Am 15. Januar 1908 wurde in Straßburg im Hotel „Rotes Haus“ auf Initiative von Sommerfeld die „Landesabteilung Baden-Elsass-Lothringen“ der landesweit organisierten „Deutschen Adelsgenossenschaft“ begründet. Er wurde zum ersten Vorsitzenden gewählt. Dazu heißt es in einer Geschichte der Genossenschaft: „Zwar erschienen nur 18 der geladenen 67 Standesgenossen, aber die Übrigen ließen überwiegend wissen, dass sie grundsätzlich interessiert seien (…) der erste Vorsitzende, der 68-jährige Offizier, Generalmajor und Festungskommandant entstammte einer 1676 in Böhmen geadelten Familie (…) in Folge seines Weggangs wurde der königlich-preußische Generalleutnant Georg von der Goltz (1852-1930) zum neuen Vorsitzenden erwählt.“

### Familie
Er heiratete am 22. September 1874 Anna Elisabeth von Nathusius, eine Tochter von Heinrich von Nathusius. Die Tochter ihres Cousins Gottlob Engelhard, Gisela Luise Elisabeth von Nathusius, sollte später seinen Cousin Ernst Wilhelm Ludwig von Sommerfeld (1847–1922) heiraten.
Das Paar hatte sieben Kinder, darunter Anna-Elisabeth (genannt Annlies), die 1918 den späteren Oberkonsistorialpräsidenten zu Koblenz, Hans Alexander Freiherr von der Goltz (1864–1941) heiratete.